# Kebonlegi
Kebonlegi is een bestuurslaag in het regentschap Magelang van de provincie Midden-Java, Indonesië. Kebonlegi telt 1166 inwoners (volkstelling 2010).